# Slenfbot
Slenfbot — сетевой червь и бэкдор, распространяющийся в основном по программам мгновенного обмена сообщениями.

## Схема работы червя
Slenfbot распространяется в основном через программы мгновенного обмена сообщениями, в основном Windows Live Messenger, более поздние версии также рассылались по Yahoo! Messenger и Skype. Он также может распространяться с помощью уязвимости MS06-040 или через съёмные диски (кроме A и B). При заражении Slenfbot копирует себя в системную папку, название копии зависит от версии вируса. Затем он пытается присоединиться к определённому IRC-серверу через определённый порт. Канал и номер порта зависят от варианта вируса. Через канал вирус получает команды, таким образом злоумышленник может, к примеру, удалённо скачивать произвольные программы на заражённый компьютер или даже удалить червь с него. Slenfbot также может скрывать свои процессы от диспетчера задач.